# HD 18700
HD 18700，又名BD+10 401，SAO 93232、HR 902，是一颗恒星，视星等为5.95，位于銀經166.8，銀緯-40.74，其B1900.0坐标为赤經2h 55m 18.6s，赤緯+10° -40.74′ 27″。